# Parapnyxia
Parapnyxia is een muggengeslacht uit de familie van de rouwmuggen (Sciaridae).

## Soorten
- P. hispanica Mohrig & Blasco-Zumeta, 1996
- P. intermedialis Mohrig & Blasco-Zumeta, 1996
- P. latifurcata (Lengersdorf, 1942)